# 哈珀 (密蘇里州)
哈珀（英語：Harber）是位於美國密蘇里州聖克萊爾縣的非建制地區。

## 歷史
哈珀的郵局於1891年設立，其後於1917年停運。

## 地理
哈珀所處的海拔為高於海平面284米（即932英呎），而該地所採用的時區為UTC-6，即北美中部時區（CST）。同時該地設有夏令時間，為UTC-6調快一小時，即UTC-5（CDT）。